# 관룡사
관룡사(觀龍寺)는 경남 창녕군에 있는 사찰이다. 해발 793m의 관룡산 서남에 위치하고 있다.
대한불교조계종 제15교구 본사인 통도사(通度寺)의 말사이다.

## 이름의 유래
삼국통일 후에 원효가 제자 송파(松坡)와 함께 이곳에서 백일기도를 드리고 있었다고 한다. 갑자기 다섯가지 색깔을 띈 구름이 영롱한 하늘을 덮자, 화왕산(火旺山) 마루의 월영삼지(月影三池)로부터 아홉 마리의 용이 등천하기 시작했다고 한다. 이것을 원효와 제자가 보고 절 이름을 관룡사라 하고, 산 이름을 구룡산(현재, 관룡산)이라 하였다고 한다.
관룡산과 화왕산은 마주 보고 있으므로, 화왕산의 아홉 마리 용을 보려면 관룡산에 있어야만 하는 것이다. 화왕산은 관악산처럼 화기가 센 산으로 유명하다.

## 역사
관룡사의 역사적 변천은 다음과 같다.

### 신라시대
- 349년(흘해이사금 40년)에 창건되었다고 관룡사 사기에 나와있지만, 다른 추가 기록이 없어 보통 583년을 창건으로 삼는다.
- 583년(진평왕 5년) 증법(證法)이 중창하였다.

### 남북국시대
- 748년(경덕왕 7년) 추담(秋潭)이 중건하였다.

### 조선시대
- 1401년(태종 1년)에 대웅전을 중건하였다.
- 1617년(광해군 9년)에 중창하였다. 임진왜란 때, 약사전을 제외한 다른 시설들이 소실되었기 때문이다.
- 1712년(숙종 38년)에 대웅전과 기타 당우들을 재건하였다. 1704년(숙종 30년) 가을에 대홍수로 금당(金堂)과 부도 등이 유실되고 승려 20여 인이 익사하는 참변을 당했기 때문이다.
- 1749년(영조 25년)의 부분적인 보수를 거쳐 오늘에 이르고 있다

## 주요 시설
- 대웅전 : 약사여래불, 석가모니불, 아미타불의 삼존불이 봉안되어 있다.
- 약사전 : 임진왜란 때, 유일하게 남았던 당우이다. 약사여래불은 고려시대 작품이다.
- 원음각
- 용선대 석가모니불 : 통일신라시대의 석불이다. 한 가족이 모두 올라가서 기도를 하면, 이루어진다는 소문이 있다. 차례대로 가든, 한꺼번에 올라가든 상관이 없다.

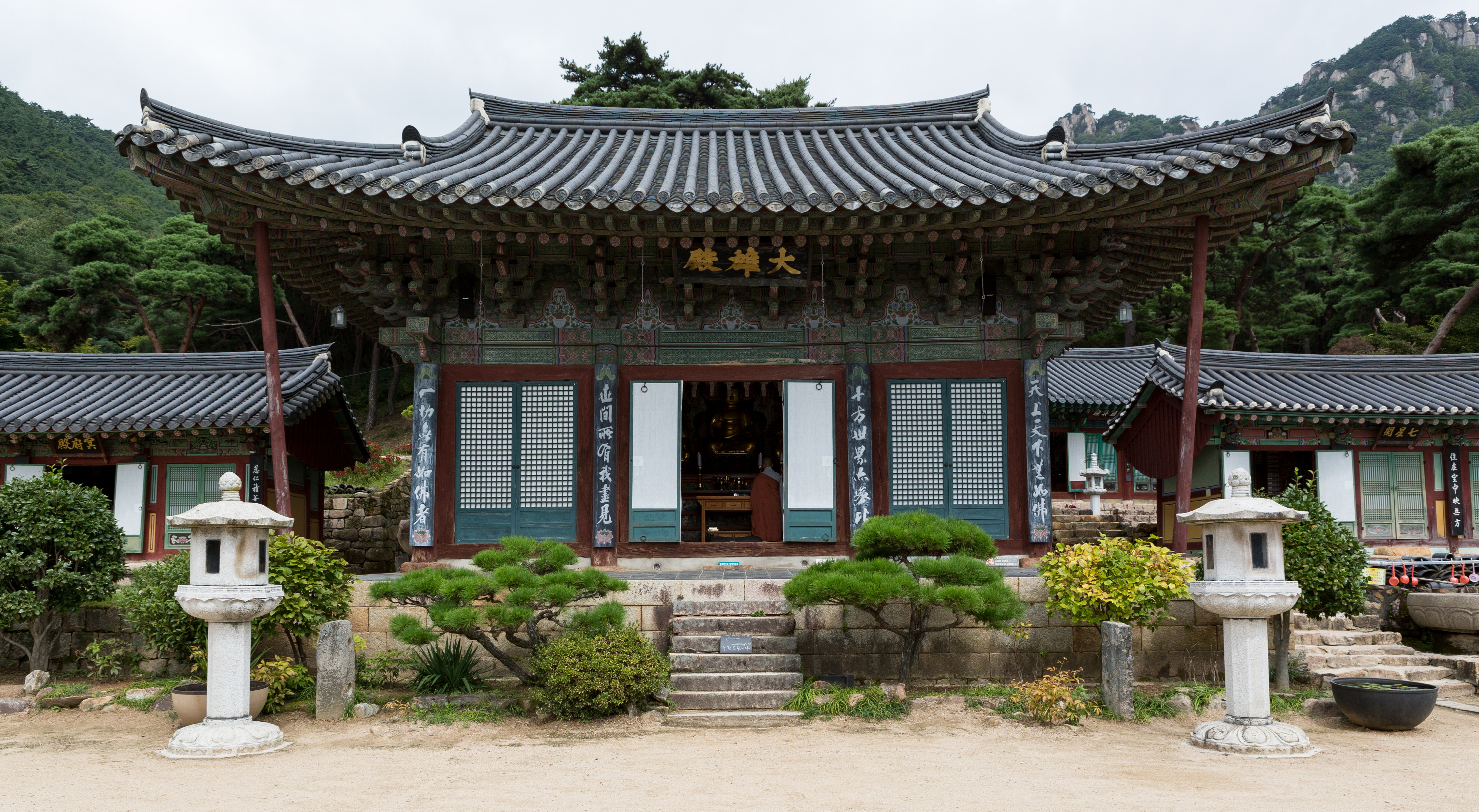
대웅전
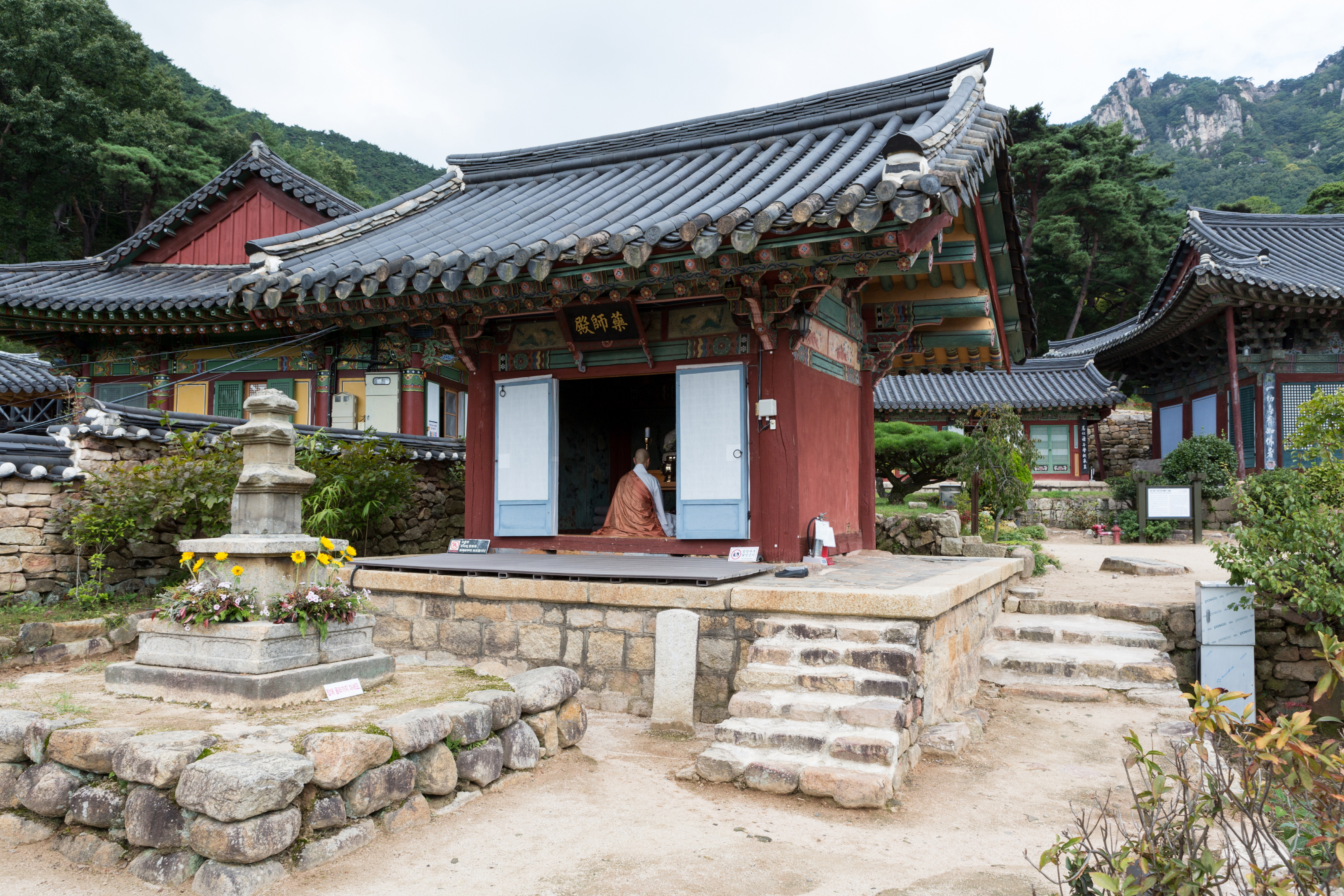
약사전과 삼층석탑
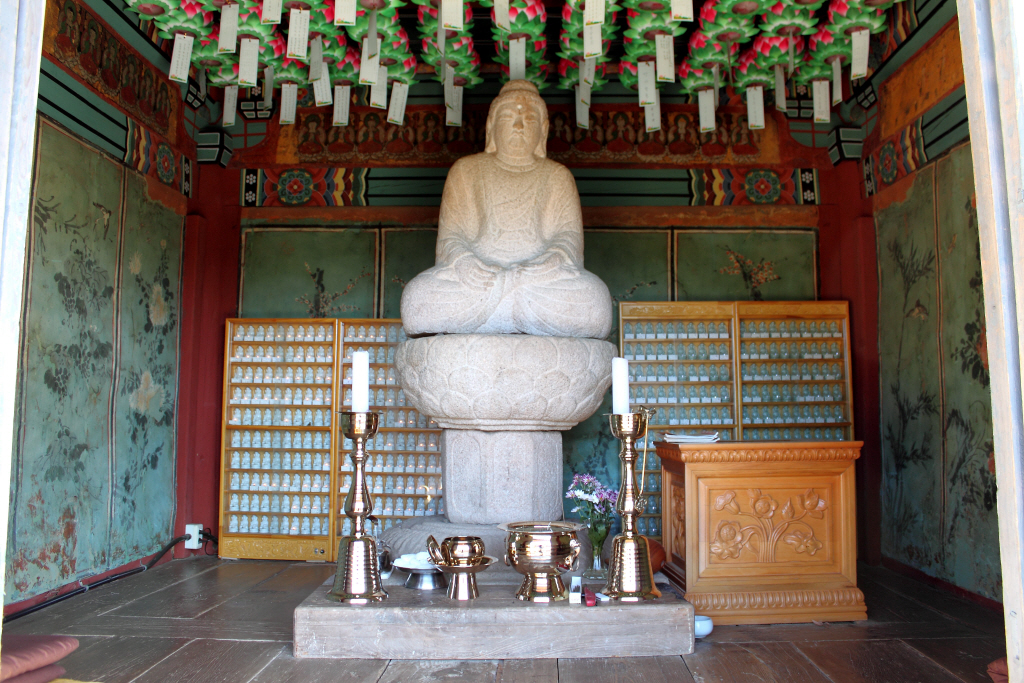
약사전 약사여래불
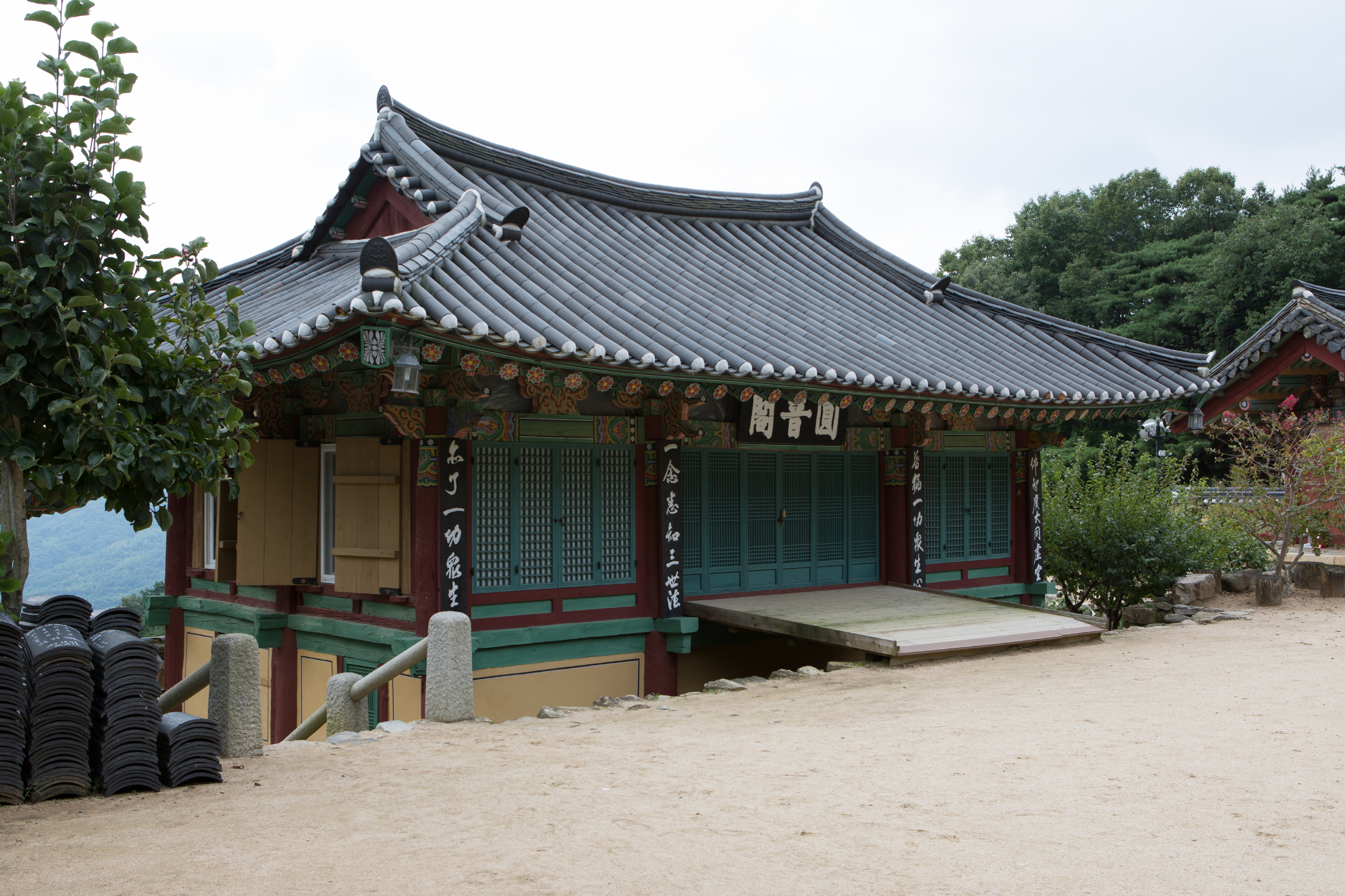
원음각
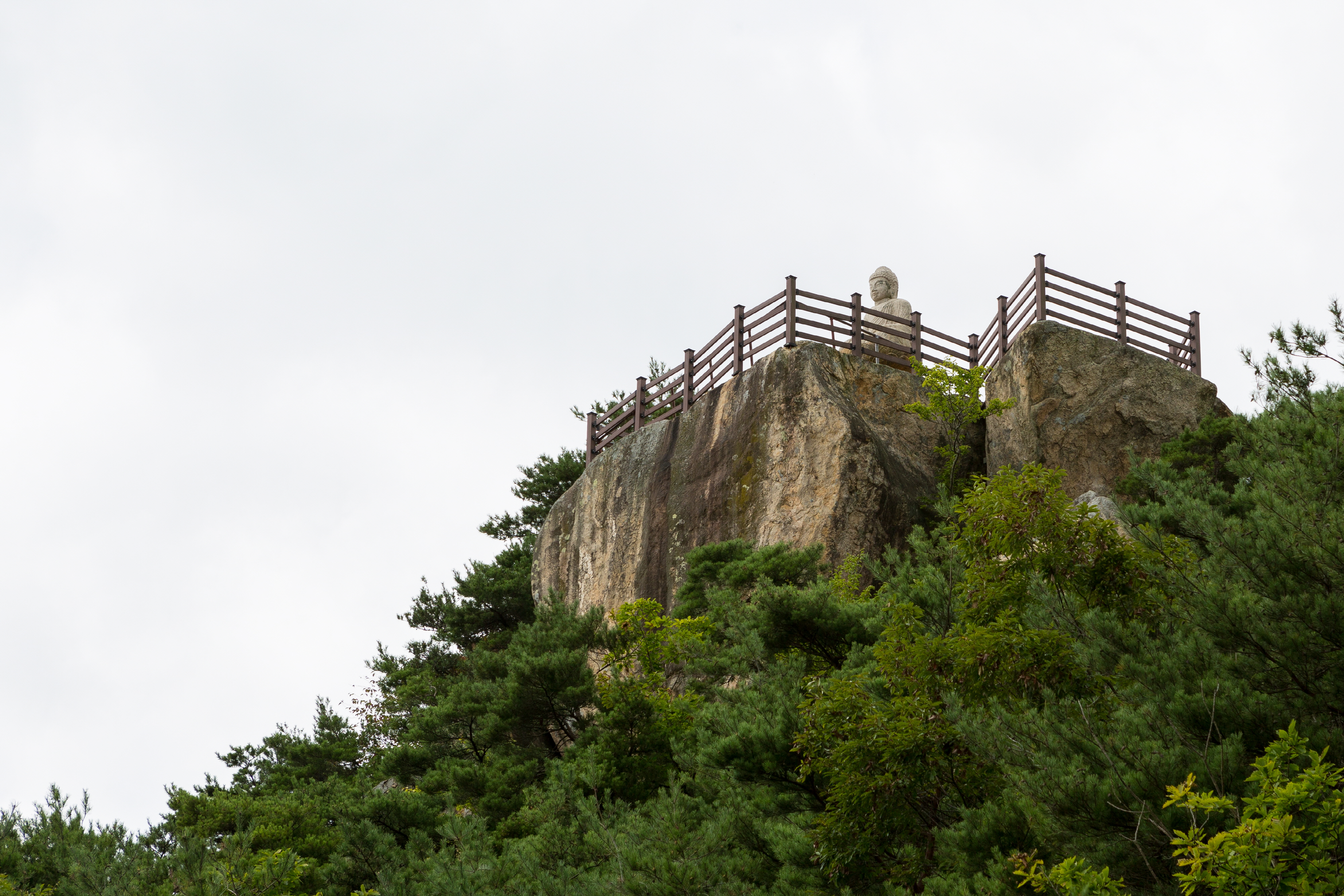
아래에서 본 용선대 석가모니불

## 문화재
- 창녕 관룡사 약사전 - 보물 제146호
- 창녕 관룡사 대웅전 - 보물 제212호
- 창녕 관룡사 용선대 석조여래좌상 - 보물 제295호
- 창녕 관룡사 석조여래좌상 - 보물 제519호
- 창녕 관룡사 목조석가여래삼불좌상 및 대좌 - 보물 제1730호
- 창녕 관룡사 대웅전 관음보살 벽화 - 보물 제1816호
- 관룡사약사전삼층석탑 - 경상남도 유형문화재 제11호
- 관룡사사적기 - 경상남도 유형문화재 제183호
- 관룡사석장승 - 경상남도 민속문화재 제6호
- 관룡사부도 - 경상남도 문화재자료 제19호
- 관룡사원음각 - 경상남도 문화재자료 제140호

1. ↑  김, 위석. “관룡사 (觀龍寺)”. 《한국민족문화대백과사전》. 한국학중앙연구원. 2023년 4월 25일에 확인함. 대한불교조계종 제15교구 본사인 통도사(通度寺)의 말사이다.
2. ↑  김, 위석. “관룡사 (觀龍寺)”. 《한국민족문화대백과사전》. 한국학중앙연구원. 2023년 4월 25일에 확인함.
3. ↑  위, 성욱 (2016년 10월 17일). “[레저기획] 영남 최대 ‘억새 1번지’ 화왕산”. 《월간중앙》. 중앙일보에스 주식회사. 2023년 4월 25일에 확인함.
4. ↑  김, 위석. “관룡사 (觀龍寺)”. 《한국민족문화대백과사전》. 한국학중앙연구원. 2023년 4월 25일에 확인함.